# Episodi di The Rising of the Shield Hero

Logo della serie

Questa è la lista degli episodi dell'anime The Rising of the Shield Hero, adattamento dell'omonima serie di light novel scritta da Aneko Yusagi e illustrata da Minami Seira.
Annunciato il 1º luglio 2017 da Kadokawa all'Anime Expo, un adattamento anime di venticinque episodi, prodotto da Kinema Citrus e diretto da Takao Abo, è stato trasmesso dal 9 gennaio al 26 giugno 2019. La composizione della serie è stata affidata a Keigo Koyonagi, mentre la colonna sonora è stata composta da Kevin Penkin. La sigla di apertura è RISE dei Madkid (ep. 2-12), mentre quella di chiusura è Kimi no namae (きみの名前? lett. "Il tuo nome") di Chiai Fujikawa (ep. 2-3, 5-12, 25). La seconda coppia di sigle invece è composta da FAITH dei Madkid (ep. 13-19, 22-24) in apertura e Atashi ga tonari ni iru uchi ni (あたしが隣にいるうちに? lett. "Mentre sono accanto a te") di Fujikawa (ep. 13-20, 22-24) in chiusura. Inoltre, nell'episodio 1 viene impiegato RISE dei Madkid in chiusura e nell'episodio 4 è presente l'insert song Falling Through Starlight di Asami Setō, che nella serie presta la voce al personaggio di Raphtalia. In tutto il mondo, con l'eccezione dell'Asia, gli episodi sono stati trasmessi in streaming in simulcast, anche coi sottotitoli in lingua italiana, da Crunchyroll. È una delle prime serie disponibili su Crunchyroll anche con doppiaggio italiano, il quale è stato pubblicato dal 25 luglio 2022 al 9 gennaio 2023 con cadenza settimanale.
Il 4 settembre 2020 fu annunciato al Virtual Crunchyroll Expo che la seconda stagione avrebbe debuttato nel corso del 2022. Quest'ultima, originariamente prevista per ottobre 2021, è stata trasmessa dal 6 aprile al 29 giugno 2022. Presenta un totale di 13 episodi. Masato Jinbo ha sostituito Takao Abo come regista mentre il resto dei membri dello staff hanno ripreso i rispettivi ruoli inoltre lo studio Kinema Citrus è stata a fianco da DR Movie per la produzione animata. La sigla d'apertura è Bring Back dei Madkid mentre quella di chiusura è Yuzurenai (ゆずれない?) di Chiai Fujikawa. Similmente alla prima stagione, anche questa è stata pubblicata in simulcast in versione sottotitolata su Crunchyroll in tutto il mondo, ad eccezione dell'Asia, anche coi sottotitoli in lingua italiana. Durante il Lucca Comics & Games 2024 è stato annunciato il doppiaggio italiano. Quest'ultimo è stato pubblicato il 7 gennaio 2025.
La terza stagione è diretta da Hitoshi Haga e vede il ritorno del medesimo staff della stagione precedente. Quest'ultima è stata trasmessa dal 6 ottobre al 22 dicembre 2023. La sigla d'apertura è Sin dei Madkid mentre quella di chiusura è Suki ni natte wa ikenai riyū (好きになってはいけない理由?) di Chiai Fujikawa.
La quarta stagione è stata annunciata nel gennaio 2024 e viene trasmessa dal 9 luglio 2025. La sigla d'apertura è Resolution dei Madkid mentre quella di chiusura è Eien ni ikkai no (永遠に一回の?) di Chiai Fujikawa. La regia continua ad essere di Hitoshi Haga, la composizione della serie di Keigo Koyanagi, il character design di Franziska van Wulfen, Sana Komatsu e Masahiro Suwa, la colonna sonora di Kevin Penkin, Alfredo Sirica e Natalie Jeffreys.

## Lista episodi

### Prima stagione
| Nº serie | Nº | Titolo italiano Giapponese 「Kanji」 - Rōmaji | In onda          | In onda           |
| Nº serie | Nº | Titolo italiano Giapponese 「Kanji」 - Rōmaji | Giapponese       | Italiano          |
| 1        | 1  | L'Eroe dello Scudo 「盾の勇者」 - Tate no yūsha | 9 gennaio 2019   | 25 luglio 2022    |
| 1        | 1  | Mentre si trova in biblioteca, lo studente universitario Naofumi Iwatani trova un libro fantasy intitolato Delle quattro armi sacre e dopo averlo sfogliato viene risucchiato al suo interno e convocato in un altro mondo con altri tre suoi coetanei per salvare l'umanità dalle Ondate, apparizioni cicliche di mostri e demoni. Il re di Melromarc, Aultcray Melromarc XXXII, convoca i giovani e Naofumi scopre di essere l'Eroe dello Scudo nonché il più debole, che gli altri ragazzi sono gli Eroi della Lancia (Motoyasu Kitamura), della Spada (Ren Amaki) e dell'Arco (Itsuki Kawasumi) e che ognuno di loro proviene da una versione differente del Giappone. Il giorno dopo ad ogni eroe vengono assegnati dei compagni con cui dovrà fare quadra però nessuno vuole unirsi a Naofumi ma una giovane donna di nome Myne, un membro del gruppo dell'Eroe della Lancia, si offre di unirsi a lui. Dopo aver trascorso del tempo insieme, i due si recano in una locanda per passare la notte e qui Myne ne approfitta per rubare i beni in possesso di Naofumi. Il mattino seguente Naofumi viene arrestato dalle guardie di Melromarc in quanto Myne ha raccontato al re che il ragazzo ha tentato di violentarla, anche se in realtà lui è innocente. Naofumi prova a smentire la menzogna ma nessuno gli dà retta e perciò diventa un emarginato sociale, finendo per essere odiato da quasi tutta la popolazione locale, fatta eccezione per Erhard, un fabbro d'armi. Afflitto e furioso per quanto accaduto, Naofumi inizia a cercare nuovi materiali e impara a potenziare il suo scudo con le risorse che trova in giro. Una notte, dopo aver respinto dei banditi, si rende conto che se non guadagna punti la sua potenza d'attacco non salirà mai e viene avvicinato dal mercante di schiavi Belukas che lo conduce in un tendone dove decide di acquistare uno schiavo in modo che possa combattere per lui. Mentre dà un'occhiata in giro, Naofumi trova una schiava semi-umana rannicchiata in una gabbia. |                  |                   |
| 2        | 2  | La piccola schiava 「奴隷の少女」 - Dorei no shōjo | 16 gennaio 2019  | 1º agosto 2022    |
| 2        | 2  | Belukas offre a Naofumi un uomo lupo ma siccome non può permetterselo, opta di comprare la ragazza tanuki che si chiama Raphtalia. Dopo che il mercante ha dipinto sul corpo della ragazza un marchio da schiava per impedirle di disobbedire agli ordini, Naofumi si accerta dell'attivazione delle "Impostazioni compagno", che servono a far si che l'esperienza acquisita da Rapthalia in battaglia possa essere condivisa con lui, paga il mercante e se ne va con la ragazza. Naofumi riesce ad allenarla per guadagnare punti esperienza anche se nota fin da subito che la ragazza è riluttante ad uccidere anche dei semplici mostri in quanto ha degli incubi ricorrenti sulla morte dei suoi genitori, avvenuta durante la prima Ondata, e perciò ha dei traumi. Raphtalia inizia a diventare un po' più forte e un giorno lei e Naofumi si recano nella piccola città di Lute per raccogliere dei minerali preziosi all'interno di una miniera di carbone ma vengono attaccati da un mostro con le sembianze di un cane a due teste. Il mostro in questione si rivela essere della stessa razza che ha ucciso i genitori di Raphtalia e questa entra in stato di shock, così Naofumi le ordina di scappare mentre cerca di guadagnare tempo, ma Raphtalia riesce a superare le sue paure e uccide il mostro. Poco dopo Naofumi conforta la ragazza, promettendole di non lasciarla mai e lei accetta di aiutarlo a sconfiggere le Ondate in modo che gli altri bambini semi-umani non possano soffrire come è successo a lei. Calata la sera, i due vanno a mangiare e Naofumi decora uno stuzzicadenti rendendolo simile alla bandiera del Giappone, facendo intendere che un giorno riuscirà a tornare a casa. |                  |                   |
| 3        | 3  | L'Ondata di calamità 「災厄の波」 - Saiyaku no nami | 23 gennaio 2019  | 8 agosto 2022     |
| 3        | 3  | Dopo aver trascorso un mese a salire di livello, Naofumi sblocca molte abilità e tecniche uniche per il suo scudo mentre Raphtalia cresce rapidamente fino ad assumere l'aspetto di una giovane donna. Un giorno Naofumi e Raphtalia visitano la chiesa della piazza cittadina e scoprono che al suo interno è custodita la Clessidra del Drago, che è in grado di determinare il tempo che intercorre tra un'Ondata e l'altra. Qui Naofumi incontra gli altri tre Eroi che gli fanno pesare le voci che si sono diffuse sul suo conto e gli chiedono di non essergli d'intralcio durante la grande battaglia. Dopo essersene andati, Naofumi e Raphtalia si recano in una locanda e qui lei chiede al ragazzo cosa è successo con gli altri Eroi ma lui si rifiuta di spiegarglielo perché è convinto che nessuno gli crederebbe. Il giorno dopo inizia l'Ondata di calamità e mentre gli altri Eroi e i loro gruppi si precipitano a sconfiggere l'armata principale dei mostri, Naofumi e Raphtalia vanno a Lute per aiutare i civili. Dopo aver salvato i popolani e affrontato numerosi nemici, incombe su di loro una pioggia di meteore che elimina vari mostri e si riparano con lo scudo di Naofumi, dopodiché scoprono che i responsabili sono alcuni cavalieri che hanno utilizzato la magia ignorando volontariamente la loro presenza. Ad un certo punto i cavalieri si ritrovano in difficoltà con altri mostri e mentre un buon numero decide di ignorare gli ordini di Naofumi su come affrontarli al meglio, altri si rendono conto che sta cercando di proteggere gli abitanti del villaggio e lo aiutano nell'impresa. Il resto delle truppe raggiunge gli altri Eroi e questi sconfiggono il boss e mettono fine all'Ondata. Dopo la battaglia, gli abitanti del villaggio ringraziano Naofumi per il suo aiuto; nel frattempo la clessidra si azzera e inizia il conto alla rovescia per la prossima Ondata. |                  |                   |
| 4        | 4  | La ninna nanna dell'alba 「暁の子守唄」 - Akatsuki no komoriuta | 30 gennaio 2019  | 15 agosto 2022    |
| 4        | 4  | Durante una festa dedicata agli Eroi che hanno respinto l'Ondata di calamità, Motoyasu viene informato da Myne che Raphtalia è la schiava di Naofumi e perciò decide di sfidarlo in un duello per la sua libertà. L'Eroe dello Scudo declina l'offerta ma il re Aultcray ordina alle proprie guardie di arrestare Raphtalia per obbligarlo ad accettare la sfida. I due giungono così in un'arena dove danno inizio al duello e Motoyasu, nonostante sia due volte superiore al livello di Naofumi, finisce per essere sopraffatto dalle abilità dello scudo e dalle strategie del suo avversario. Quando l'Eroe dello Scudo sta per avere la meglio interviene Myne che usa un incantesimo del vento per farlo cadere a terra, permettendo all'Eroe della Lancia di ribaltare le sorti e vincere lo scontro. Naofumi tenta di far capire che ha perso a causa di Myne ma il re non gli dà peso, dopodiché il ragazzo scopre che Myne è la figlia del re e che i due hanno cospirato per diffamarlo in pubblico. A Raphtalia viene rimosso il marchio di schiavitù e questo fa sì che l'odio che risiede dentro Naofumi sblocchi la Curse Series del suo scudo. Poco dopo Raphtalia dà una sberla a Motoyasu per aver pensato male di Naofumi e arrivano Ren e Itsuki che affermano che Myne ha interferito nel duello e che gli spettatori hanno finto di non averla vista in quanto erano stati zittiti dal re. Raphtalia torna di sua spontanea volontà da Naofumi e riafferma la lealtà nei suoi confronti, la Curse Series di placa e l'amica lo conforta. Il mattino dopo, Naofumi mangia un panino preparatogli da Raphtalia e scopre che può risentire i sapori del cibo, cosa che prima che gli era preclusa. Con la sua fiducia e speranza rinnovate, Naofumi si rende conto che Raphtalia gli è veramente fedele e la cosa lo rallegra. |                  |                   |
| 5        | 5  | Filo 「フィーロ」 - Fīro | 6 febbraio 2019  | 22 agosto 2022    |
| 5        | 5  | Durante un viaggio diplomatico in un altro Paese, la regina Mirelia Q. Melromarc viene a sapere da una sua informatrice del duello tenutosi al castello tra Naofumi e Motoyasu. Nel frattempo il re fa consegnare la ricompensa che spetta agli Eroi ma quando viene il turno di Naofumi cerca di usare un escamotage per non dargli il denaro ma Itsuki e Ren si oppongono dopo aver assistito ai recenti eventi, così il ragazzo riceve i soldi e se ne va via con Raphtalia. I due fanno visita a Belukas e qui Raphtalia chiede di farsi imprimere un nuovo marchio da schiava come dimostrazione della sua fedeltà verso Naofumi, poi questi decide di acquistare un uovo di mostro e alla fine della giornata questo si schiude e nasce un filolial, una creatura alata. Naofumi decide di chiamarla "Filo" e nel giro di pochi giorni raggiunge l'età adulta grazie a una sua abilità. In seguito fanno visita al villaggio di Lute e qui scoprono che Myne ha dichiarato le terre circostanti di proprietà di Motoyasu per via di un decreto reale e impongono un pedaggio per l'entrata e l'uscita dai confini. Naofumi prova a sventare il piano di Myne, e poco dopo arrivano degli informatori di Mirelia che consegnano un messaggio alla donna. Infastidita dal suo contenuto, Myne sfida Naofumi a una gara per la proprietà del villaggio e qui Naofumi gareggia con il suo filolial mentre Motoyasu con il suo drago di terra. Durante la gara i soldati usano la magia per tendere dei tranelli a Naofumi in modo che Motoyasu possa vincere, ma alla fine è Naofumi ad aggiudicarsi la vittoria. Dopo la gara, Filo cresce ulteriormente mentre Myne è costretta a ritirarsi dopo l'arrivo degli informatori di Mirelia che smascherano i suoi imbrogli. Mentre tornano indietro, Naofumi e Raphtalia si accampano per riposarsi e il giorno dopo trovano con loro grande sorpresa Filo trasformata in una bambina alata. |                  |                   |
| 6        | 6  | Una nuova compagna 「新しい仲間」 - Atarashii nakama | 13 febbraio 2019 | 29 agosto 2022    |
| 6        | 6  | Naofumi porta Filo da Erhard che gli dice dove trovare una sarta in grado di creare degli indumenti adatti per creature che sono in grado di trasformarsi. Il gruppo va dalla sarta che però ha bisogno di un filo incantato e quindi li reindirizza dalla proprietaria di un negozio di magia che gli dice che deve trovare una nuova pietra magica per il suo telaio in quanto la sua si è rotta. Così Naofumi e il suo gruppo partono per un viaggio con l'intenzione di racimolare del denaro e incontrano un uomo che chiede di essere scortato al villaggio lì vicino per consegnare una medicina. Naofumi acconsente in cambio di una ricompensa e così lui, Filo e l'uomo vanno al villaggio mentre Raphtalia rimane a bordo del carro. Dopo aver somministrato la medicina potenziata alla madre dell'uomo, Naofumi torna indietro con alcuni beni e si rende conto che fare il mercante itinerante può volgere a sua favore. Un giorno, il gruppo sconfigge un gruppo di banditi mentre scortano un mercante di bigiotteria e questi ricompensa Naofumi insegnandogli diverse abilità e lo introduce a nuovi contatti nel mondo commerciale, e gli fa ottenere un mandato per estrarre delle gemme da una cava a un prezzo di favore. In seguito il gruppo di Naofumi e la maga cercano la gemma magica e entrano nella tomba di un'alchimista all'interno di un tempio in cui dovrebbe esserci un seme maledetto che però non trovano. Dopo aver combattuto contro i mostri presenti nel tunnel, trovano molte gemme che vengono presidiate da un nue che ha fatto il nido. Dopo aver ucciso la bestia e ottenuto la gemma, la maga e la sarta contribuiscono a creare un vestito per Filo che si trasforma con il suo corpo. |                  |                   |
| 7        | 7  | Il Santo del Pennuto Divino 「神鳥の聖人」 - Shinchō no Seijin | 20 febbraio 2019 | 5 settembre 2022  |
| 7        | 7  | Naofumi e il suo gruppo hanno l'incarico di consegnare del diserbante a un villaggio per conto del mercante e una volta arrivati trovano quest'ultimo invaso da una pianta rampicante che ha dato vita a dei mostri. Dopo che Filo ha salvato alcuni avventurieri, Naofumi scopre che è diventato noto con il soprannome di "Santo del Pennuto Divino" e inizialmente si rifiuta di utilizzare i suoi poteri per salvare i paesani malati ma poi accetta. Alcuni abitanti gli spiegano che Motoyasu riuscì a salvare il loro villaggio dalla carestia grazie a un "seme miracoloso", lo stesso della tomba dell'alchimista, ma dopo che l'eroe se ne è andato il seme ha iniziato a creare scompiglio. Naofumi e gli altri affrontano i mostri e distruggono la pianta maledetta, dopodiché raccolgono i semi generati dai rampicanti e Naofumi utilizza un'abilità per fargli generare piante non mutagene e con una maggiore produttività. Naofumi vende poi i semi al mercante e questi gli affida l'incarico di consegnare della merce presso un villaggio in cui ci sono delle sorgenti termali. I ragazzi trascorrono il resto della giornata in una locanda e Raphtalia, gelosa di Filo, decide di raccogliere del latium, una gemma che si crede sia in grado di dare la fortuna in amore e che viene raccolta da un tipo di uccello chiamato "gagocco". In seguito viene raggiunta da Filo che vuole le uova del volatile per mangiarsele e lungo la strada vengono attaccate da un cinghiale d'argento che le insegue fino al nido. Il cinghiale fa volare via la gemma e rompe le uova facendo diventare iraconde Raphtalia e Filo che lo uccidono e vendono il suo corpo, poi utilizzano il ricavato per acquistare uno strumento per lavorare i metalli per Naofumi. |                  |                   |
| 8        | 8  | Lo scudo maledetto 「呪いの盾」 - Noroi no tate | 27 febbraio 2019 | 12 settembre 2022 |
| 8        | 8  | Il gruppo di Naofumi incontra due viandanti in una foresta che li informa che una strana epidemia ha colpito un villaggio nelle vicinanze. Giunti sul posto, visitano il dottore locale che gli chiede di dargli una mano a curare i pazienti, così dopo che Naofumi ha cercato di fare il possibile, un'infermiera spiega che probabilmente l'epidemia è causata dal vento che soffia dalla montagna dove un mese prima Ren uccise il drago che vi aveva fatto il nido ma invece di smaltire il corpo nel modo corretto ha lasciato quest'ultimo marcire. A causa di ciò, vari mostri si sono radunati attorno al suo cadavere e il corpo in decomposizione ha reso tossica l'intera area. Naofumi e i suoi si recano sulla montagna, trovano il corpo ma il drago torna in vita come zombi e li attacca. Durante la battaglia, il drago ingoia Filo, apparentemente uccidendola, il che innesca la disperazione e la rabbia di Naofumi che finisce per sbloccare lo Scudo dell'Ira della Curse Series. Naofumi respinge gli attacchi del drago con una difesa invalicabile e delle potenti fiamme e perde la ragione ma Raphtalia riesce a farlo rinsavire prima di svenire a seguito delle bruciature. Mentre cerca di curare Raphtalia, Naofumi non riesce a fermare il suo scudo e il drago si prepara ad attaccarlo ma cade a terra e da quest'ultimo esce Filo sana e salva che ha mangiato un cristallo viola contenuto nel nucleo del mostro che l'ha resa più forte. Dopo essersi disfatti del corpo del drago, Naofumi porta Raphtalia dal dottore che gli dice che la ragazza può essere curata solo con acqua santa di alta qualità. In seguito Filo dà a Naofumi un cristallo viola che sblocca un altro scudo che però non può utilizzare perché il suo livello non è abbastanza alto. Alla fine, Naofumi si rammarica di aver messo le sue compagne in difficoltà e afferma di essere determinato a rafforzare se stesso e il suo gruppo. |                  |                   |
| 9        | 9  | Melty 「メルティ」 - Meruti | 6 marzo 2019     | 19 settembre 2022 |
| 9        | 9  | Il gruppo di Naofumi inizia a dirigersi verso la capitale per ottenere l'acqua santa necessaria per curare Raphtalia e lungo il tragitto incontrano una ragazza di nome Melty in compagnia di alcuni filolial. Dopo che quest'ultimi se ne sono andati, Melty fa subito amicizia con Filo e le due rimangono a giocare nella prateria mentre Naofumi e Raphtalia si recano nella città vicina. Dopo aver dato una mano a guarire alcuni malati, si recano in una locanda e vengono raggiunti da Filo e Melty che chiede di unirsi a loro per un tratto del loro viaggio perché deve recarsi alla capitale reale. Naofumi accetta e il giorno dopo arrivano alla capitale reale, Melty li ringrazia per il loro aiuto e se ne va mentre Naofumi e Raphtalia vanno nella chiesa locale e incontrano il Papa a cui chiedono l'acqua santa. Una delle accolite cerca però di truffare Naofumi consegnandogli dell'acqua di scarsa qualità ma il ragazzo se ne accorge e il Papa gli fa consegnare una boccetta contenente acqua di alta qualità. Mentre passeggiano per le vie cittadine, un soldato inizia ad inseguirli, così Naofumi si divide da Raphtalia e viene attaccato da Motoyasu che gli chiede di liberare Filo in quanto crede sia una sua schiava e non si rende conto che in realtà è il suo filolial. Preso da uno scatto d'ira, Motoyasu lancia diverse tecniche e provoca il caos mentre il soldato cerca di fermarlo ma arriva Myne accompagnata da altri militari che ordina di accerchiare Naofumi. In seguito vengono fermati da Melty, che si rivela essere la sorella di Myne, e arrivano anche Raphtalia e Filo, che si vendica con Motoyasu per gli insulti rivolti alla sua forma di filolial. Il gruppo si riunisce al negozio di Erhard e qui Melty spiega che è la prima principessa in linea di successione per via del carattere problematico di sua sorella maggiore Myne, che in realtà si chiama Malty. Tuttavia, prima che possa continuare il discorso, Naofumi conferma la sua sfiducia nei confronti della famiglia reale e la congeda. |                  |                   |
| 10       | 10 | Nel mezzo della confusione 「混迷の中で」 - Konmei no naka de | 13 marzo 2019    | 26 settembre 2022 |
| 10       | 10 | Melty se ne va e viene mostrato un flashback in cui sua madre, la regina Mirelia, le aveva affidato il compito di ammonire il comportamento discriminatorio del re nei confronti di Naofumi. Filo chiede a Naofumi il motivo per cui non può più stare con Melty ma data la mancata risposta del ragazzo decide di uscire dal negozio. Poco dopo si presenta un gruppo di avventurieri che desidera unirsi a Naofumi per combattere le Ondate dopo che ha salvato le loro famiglie al villaggio di Lute e l'eroe acconsente a patto che riescano a pagarlo 150 monete d'argento e i guerrieri vanno a racimolare il denaro. Mentre si procurano del nuovo equipaggiamento, Erhard gli spiega che per superare il limite di livello e diventare più forti devono fare il Class-Up, rito che si svolge alla Clessidra del Drago. Giunti sul posto si preparano a svolgere il rito ma vengono informati da una suora che per via di un decreto non possono usare la Clessidra del Drago di Melromarc, così vanno da Belukas, che gli consiglia di utilizzare quella di Shieldfreeden ma siccome è troppo distante e non farebbero in tempo per la prossima Ondata, rinunciano e comprano del nuovo equipaggiamento per Filo che testano affrontando un mostro nelle fogne della città. Il giorno dopo alcuni profughi li informano che sono fuggiti a seguito di una rivoluzione di Itsuki e si recano in una taverna. Qui incontrano Ren e Itsuki che accusano Naofumi di aver rubato alcune loro ricompense ma questi rinfaccia ai due gli errori che hanno commesso nel completare le rispettive missioni, dove Itsuki ha fatto sostituire un governo corrotto con un altro equivalente mentre Ren ha causato una piaga con il corpo del drago. Dopo aver visto le ferite riportate da Raphtalia, Ren gli crede ma Itsuki rimane fermamente convinto che Naofumi stia mentendo. Più tardi, Erhard consegna a Naofumi un'armatura potenziata mentre il gruppo di Lute torna con il denaro e Naofumi gli dice di usarlo per acquistare dell'equipaggiamento migliore in vista della prossima Ondata che si terrà tra 24 ore. |                  |                   |
| 11       | 11 | Il ritorno delle calamità 「災厄、再び」 - Saiyaku, futatabi | 20 marzo 2019    | 3 ottobre 2022    |
| 11       | 11 | Naofumi dà a Raphtalia e Filo degli oggetti per aumentare le loro capacità in battaglia e registra la squadra di Ake, uno dei soldati che voleva unirsi a lui, in vista dell'imminente Ondata. La battaglia ha inizio e vengono teletrasportati sul luogo del conflitto dove la squadra di Ake si occupa di far evacuare i civili mentre Naofumi e i suoi eliminano i mostri che minacciano la zona. Qui incontrano una donna anziana, che Naofumi aveva guarito precedentemente in uno dei suoi viaggi, che dopo aver sconfitto alcuni mostri rivela di essere un'avventuriera in pensione. Tre ore dopo, Naofumi inizia a preoccuparsi per quello che stanno facendo gli altri Eroi e perciò chiede ad Ake e la signora anziana di proteggere i civili mentre lui e gli altri raggiungono il luogo designato. Qui apprendono da Itsuki che Ren, Motoyasu e le loro squadre sono saliti a bordo di una nave fantasma che sta sorvolando i cieli, così salgono a loro volta e trovano i guerrieri impegnati ad affrontare due boss, un capitano scheletro e un kraken, che vogliono convocare il loro capo, il Soul Eater. Ren e Motoyasu iniziano a litigare su come gestire la situazione e Naofumi chiede a Raphtalia di lanciare un incantesimo di luce in modo da attaccare le ombre dei mostri, dalle quali fuoriescono dei Soul Eater che si fondono per creare un Soul Eater Dimensionale. Il mostro si rivela apparentemente impossibile da sconfiggere e perciò Naofumi opta di utilizzare lo Scudo dell'Ira per eliminarlo ma sia lui che Filo cadono vittima dell'odio ribollente del drago zombi. Il mostro inizia a indebolirsi e Naofumi torna in sé grazie a Raphtalia e usa la tecnica Iron Maiden (Vergine di Ferro) per abbattere la creatura. Mentre iniziano a festeggiare la vittoria, appare un secondo Soul Eater che viene facilmente eliminato da una nuova nemica, Glass, una donna con un kimono nero che brandisce dei ventagli da combattimento, che rivela di essere la vera minaccia di questa Ondata. |                  |                   |
| 12       | 12 | La straniera dai capelli corvini 「漆黒の異邦者」 - Shikkoku no ihō-sha | 27 marzo 2019    | 10 ottobre 2022   |
| 12       | 12 | Glass sconfigge facilmente gli altri tre Eroi e sfida il gruppo di Naofumi in un combattimento. Nonostante i numerosi scudi di Naofumi e il costante supporto di Raphtalia e Filo, i ragazzi non riescono a sferrare un solo colpo alla loro avversaria. Vista la situazione disperata, Naofumi opta per una ritirata strategica e Glass inizia a sferrare degli attacchi a lungo raggio per colpirli ma è costretta a ritirarsi quando scade il tempo dell'Ondata e si crea una situazione di stallo. Dopo la battaglia, Naofumi riflette sui limiti di tempo delle Ondate e sul loro vero scopo dopodiché viene richiamato al castello. Qui il re Aultcray gli chiede di rivelare il segreto della sua forza ma Naofumi gli dice che per saperlo deve inginocchiarsi e implorare, così Aultcray lo minaccia di vendicarsi su Raphtalia e Filo ma l'Eroe dello Scudo gli promette di fargliela pagare cara se dovesse solo provarci. Mentre se ne va dal castello, una donna lo avverte che la Chiesa sta cospirando contro di lui perché non lo vede di buon occhio. Intanto Melty tenta di convincere suo padre a riconciliarsi con Naofumi ma poco dopo arriva Malty che ha un piccolo diverbio con la sorella minore, dopodiché Melty se ne va e si incontra con la donna che ha avvisato Naofumi. Dopo essersi riforniti con nuove attrezzature e provviste, il gruppo di Naofumi parte alla volta di Shieldfreeden per eseguire il Class-Up di Raphtalia e Filo. Durante il viaggio incontrano Melty, che desidera che Naofumi si riconcili con Aultcray ma non ottiene il risultato sperato. Mentre Melty cerca di fargli cambiare idea, Naofumi avverte che qualcosa non va e pochi istanti dopo una delle guardie del corpo della principessa tenta di assassinarla ma lui riesce a proteggerla lasciandola illesa. |                  |                   |
| 13       | 13 | Il Diavolo dello Scudo 「盾の悪魔」 - Tate no Akuma | 3 aprile 2019    | 17 ottobre 2022   |
| 13       | 13 | Dopo aver difeso Melty, Naofumi viene accusato dai cavalieri di essere il "Diavolo dello Scudo", dopodiché decidono di attaccarlo ma vengono respinti da Raphtalia e Filo che li mettono in fuga. In seguito alcuni maghi del regno riescono ad alterare una registrazione di quanto accaduto facendo sembrare Naofumi e i suoi come delle persone malvagie che hanno rapito Melty e presto le false immagini vengono diffuse agli abitanti che rimangono inorriditi. Dopo essere stati costretti a nascondersi per evitare l'arresto, Naofumi ricorda di aver recuperato da una guardia un rosario della Chiesa dei Tre Eroi che prevede un culto in cui venera quest'ultimi ma non quello dello scudo. Dopo aver deciso di proteggere Melty, il gruppo di Naofumi fa un'escursione sulle montagne per raggiungere la vicina città di Siltvelt e scoprono da Melty che Melromarc è un regno matriarcale e perciò la regina ha più potere del re, dopodiché Naofumi e gli altri proseguono il loro viaggio di notte ma vengono scoperti dalle guardie e in seguito accerchiati dagli altri tre Eroi. Melty tenta di spiegare che è tutto frutto di una cospirazione ma arriva Malty che inganna tutti dicendo che tramite un'indagine della Chiesa dei Tre Eroi si è scoperto che Naofumi le ha fatto il lavaggio del cervello con il suo scudo. Nonostante la mancanza di prove, gli altri tre Eroi le credono e perciò Naofumi tenta di fuggire con Melty, ma Motoyasu usa un oggetto magico per fermare Filo. Ormai messi alle strette, Naofumi usa lo Scudo dell'Ira per fuggire, mentre Itsuki e Ren iniziano a dubitare di Malty quando questa attacca apertamente Melty mettendola in serio pericolo. Prima di andarsene, Naofumi lancia a Ren il rosario della Chiesa, sostenendo che riuscirà a fare luce sulla faccenda. Liberata Filo dall'oggetto magico, arriva una delle Ombre, la squadra segreta di spionaggio della regina, che li informa che Mirelia desidera incontrare Naofumi. Nonostante il messaggio recapitato, Naofumi intende dirigersi comunque verso Siltvelt in quanto andare da Mirelia li porterebbe nella direzione opposta. Nel frattempo Malty appicca un incendio nella foresta per stanare Naofumi. |                  |                   |
| 14       | 14 | Ricordi indelebili 「消せない記憶」 - Kesenai kioku | 10 aprile 2019   | 24 ottobre 2022   |
| 14       | 14 | Dopo che la foresta è stata data alle fiamme, Naofumi e gli altri sono costretti ad andarsene per sfuggire ai cavalieri di Myne e decidono di nascondersi altrove. Il mattino dopo scoprono che il valico di frontiera con Siltvelt è stato chiuso per via di un decreto reale e sono costretti ad andare da Mirelia. Durante il viaggio incontrano il nobile Van Reichnott, il signore delle terre circostanti che conosce Melty, il quale dopo aver ascoltato ciò che gli è successo, li invita a passare la notte da lui. Aultcray manda avanti le ricerche per trovare Melty e il giorno dopo fanno irruzione alcuni soldati che arrestano Reichnott, così una cameriera riesce a far nascondere Naofumi e Raphtalia nella dispensa della cucina. Melty cerca di guadagnare tempo distraendo i cavalieri e poco dopo arriva il loro capo, il nobile Idol Rabier, che la invita nella sua magione e nel mentre Naofumi calma Raphtalia che è sembra più agitata del normale per permettere di far funzionare il piano di Melty. Una volta che Rabier se ne è andato, Naofumi trova Filo e tutti insieme si dirigono alla magione di Rabier e qui trovano numerosi semi-umani fedeli a Reichnott che assediano i cancelli per farlo rilasciare. Sfruttando la confusione generale, i tre si infiltrano nel castello e nel mentre Rabier fa torturare Reichnott dinanzi a Melty. Una volta giunti all'interno della magione, i tre riescono a salvare Melty e Reichnott, dopodiché Raphtalia affronta Rabier che implora pietà. |                  |                   |
| 15       | 15 | Raphtalia 「ラフタリア」 - Rafutaria | 17 aprile 2019   | 31 ottobre 2022   |
| 15       | 15 | In un flashback, viene mostrata la vita di tutti i giorni del villaggio natale di Raphtalia fino a quando questo non è stato distrutto durante la prima Ondata. Nel presente, Raphtalia sta per sferrare il colpo di grazia a Rabier ma Naofumi le ricorda quanto è cresciuta nel corso degli ultimi anni, e ciò porta la ragazza a rendersi conto che uccidere Rabier non le porterà alcun sollievo, così decide di risparmiarlo. Sentendosi umiliato, Rabier si rialza per ucciderla, ma lei usa la sua spada di mana per ferirlo e lui cade all'indietro da una finestra. Dopo essersi riuniti, Raphtalia conduce i suoi amici verso la prigione dei semi-umani e racconta di quando i soldati di Melromarc schiavizzarono tutti i sopravvissuti del suo villaggio e che lei e la sua migliore amica Riphana furono vendute a Idol Rabier che le torturò. Un giorno però Riphana morì a seguito di una malattia e Raphtalia fu venduta a Belukas, il che la portò a conoscere Naofumi. Concluso il racconto del suo passato, perlustrano la prigione sotterranea e trovano dei semi-umani sopravvissuti a cui prestano soccorso. Tra questi vi è Keel, un vecchio amico di Raphtalia, e trovano i resti del corpo di Riphana, lasciati nella cella a marcire, e ciò rattrista molto Raphtalia. Per tirarla su di morale, Naofumi ammette di aver ricominciato a fidarsi del prossimo proprio grazie a lei, e così una volta rassicurata, la ragazza promette che un giorno tornerà a casa per ricostruire ciò che è stato distrutto e darà a Riphana una degna sepoltura. Una volta usciti nel cortile principale scoprono che Rabier è ancora vivo e questi evoca un mostro drago simile a un tirannosauro che lo schiaccia e si prepara a combattere Naofumi. |                  |                   |
| 16       | 16 | La regina dei Filolial 「フィロリアルの女王」 - Firoriaru no joō | 24 aprile 2019   | 7 novembre 2022   |
| 16       | 16 | Mentre il gruppo di Naofumi si prepara ad affrontare il mostro, un filolial informa una ragazza alata di aver trovato una nuova candidata al titolo di regina. I ragazzi tentano di mettersi in fuga ma la creatura non gli dà tregua, così Naofumi decide di attirarlo fuori città sfruttando la luce viola che proviene dai corpi di Filo e del mostro. Reichnott prende in custodia Keel mentre gli altri portano il mostro nei pressi di un grande lago, dove lo affrontano ma i loro attacchi si rivelano inefficaci. Ad un certo punto arrivano molti filolial e una Filolial Queen, la quale uccide il mostro con facilità. Debellata la minaccia, la regina dei filolial si presenta con il nome di Fitoria, assume sembianze umane, rivela di essere stata allevata da uno dei precedenti Eroi e di conoscere Melty e infine li conduce nel loro santuario. Dopo essersi rifocillati, Naofumi apprende da Fitoria che Filo sta crescendo in maniera diversa rispetto ai suoi simili perché viene allevata da un Eroe, poi Naofumi racconta la sua storia. Fitoria non approva il litigio degli Eroi, lo informa che le Ondate stanno devastando il mondo intero e non solo Melromarc e che ha protetto gli altri Paesi come ultimo desiderio dell'Eroe che l'ha cresciuta ma non potrà farlo ancora per molto. Nel frattempo, Ren e Itsuki seguono la traccia lasciatagli da Naofumi per indagare sulla Chiesa e scoprono una biblioteca nascosta, ignari che Malty li sta osservando. Alla fine, Fitoria esorta Naofumi a riappacificarsi con gli altri Eroi ma data la risposta negativa gli spiega che se non possono collaborare per fermare le Ondate allora sarà costretta ad ucciderli per convocarne di nuovi. |                  |                   |
| 17       | 17 | La promessa 「紡がれる約束」 - Tsumugareru yakusoku | 1º maggio 2019   | 14 novembre 2022  |
| 17       | 17 | Il mattino seguente, Fitoria prende in ostaggio Melty per costringere Naofumi a riappacificarsi con gli altri Eroi. Siccome Naofumi non è disposto a cedere, Fitoria decide di testare se il suo gruppo sia in grado di fronteggiare da solo le Ondate e sfida Filo in uno scontro dove saranno entrambe limitate alla forma umana. Filo accetta e le due combattono all'interno di una barriera dove però Filo si ritrova in difficoltà e nel mentre Naofumi tenta invano di liberare Melty. Lo scontro prosegue e dopo essersi fatta coraggio, Filo riesce a fare breccia nella barriera magica di Fitoria. Soddisfatta per il risultato ottenuto, Fitoria nomina Filo come suo successore, il che aumenta i suoi parametri di base, dopodiché sblocca l'intera Filolial Series degli scudi di Naofumi, che in precedenza non poteva usare. Dopo aver trascorso il resto della giornata a rilassarsi e festeggiare la vittoria di Filo, tutti vanno a dormire tranne Naofumi e Fitoria. Questa chiede a Naofumi di provare a collaborare con gli altri Eroi e gli spiega che dopo un numero non definito di Ondate verrà un momento in cui dovranno scegliere se combattere per il bene delle persone o del mondo, il che è molto diverso. Sempre Fitoria fa notare che gli Eroi sono ancora troppo deboli per debellare le Ondate in modo efficace e se non uniranno le forze manterrà la sua promessa di ucciderli. Così incanta l'armatura di Naofumi per permettergli di resistere maggiormente agli effetti negativi dello Scudo dell'Ira, poi Naofumi deduce che Fitoria deve essere stata allevata da un precedente Eroe dello Scudo, anche se questa non riesce più a ricordarselo. Intanto a Melromarc, i gruppi di Ren e Itsuki trovano una grotta nascosta e una volta all'interno qualcuno li attacca, facendo saltare in aria tutto. |                  |                   |
| 18       | 18 | Una catena di cospirazioni 「連なる陰謀」 - Tsuranaru inbō | 8 maggio 2019    | 21 novembre 2022  |
| 18       | 18 | Mentre la Chiesa sta ultimando i preparativi per un loro progetto, Fitoria teletrasporta Naofumi e il suo gruppo in un luogo vicino a uno degli altri Eroi per permettergli di riconciliarsi con lui. Dopo essersi salutati, Naofumi e gli altri arrivano a un avamposto dove incontrano Motoyasu, che Naofumi tenta di far ragionare ma invano in quanto il suo interlocutore continua ad attaccarlo. Dopo una serie di furiosi attacchi, Motoyasu in preda all'ira sostiene di voler eliminare Naofumi in quanto crede che abbia ucciso Ren e Itsuki. Mentre Naofumi cerca di ottenere più informazioni al riguardo, Malty afferma che una delle Ombre della Chiesa ha visto Naofumi scatenare un mostro sigillato in una città e in quell'occasione sarebbero morti gli altri due Eroi. Non riuscendo a far capire come stanno le cose, Naofumi e la sua squadra si ritrovano costretti ad affrontare quella di Motoyasu in un combattimento e riescono a vincere nonostante il gran divario di livello. Ad un certo punto, Filo percepisce un pericolo imminente dall'alto e convince Naofumi a usare più scudi per difendere tutti quanti da un enorme raggio di luce che subito dopo incenerisce l'area circostante. Dopo esserne usciti illesi, scoprono che l'attacco magico è stato scagliato da Papa Balmus e dai suoi fedeli, e lo stesso Papa rivela di essere stato lui a ordinare la morte di Ren e Itsuki come parte del suo piano per uccidere gli Eroi "impostori" e le principesse per rovesciare la monarchia a suo favore. Alla fine, Papa Balmus estrae una spada magica e si prepara ad attaccare tutti. |                  |                   |
| 19       | 19 | I Quattro Eroi Sacri 「四聖勇者」 - Shisei Yūsha | 15 maggio 2019   | 28 novembre 2022  |
| 19       | 19 | Papa Balmus scatena un attacco con la sua spada e Naofumi riesce a proteggersi seppure a fatica, dopodiché la spada si trasforma in una lancia. Poco dopo, Melty la riconosce come una replica di tutte e quattro le Armi Sacre, che si credeva perduta. Sia Naofumi che Motoyasu provano a fare breccia nelle difese di Balmus ma non riescono nel loro intento in quanto l'arma del nemico continua ad alimentarsi grazie al mana dei numerosi fedeli presenti e la rende pressoché imbattibile. Balmus si prepara a scagliare un attacco a piena potenza ma proprio in quel momento arrivano Ren e Itsuki che con alcune loro tecniche riescono a rallentarlo e spiegano di essere stati salvati dalle Ombre di Mirelia dopo l'esplosione della caverna in cui erano andati ad indagare sulla Chiesa. Mentre cercano di guadagnare tempo, Ren e Itsuki affermano che presto arriverà un'unità punitiva di Mirelia che intende regolare i conti con la Chiesa che però rifiuta di arrendersi. A questo punto Motoyasu, Ren e Itsuki intendono fare squadra con Naofumi per sconfiggere il Papa ma Naofumi si rifiuta in quanto i tre hanno causato solo danni da quando sono arrivati, descrivendo le conseguenze delle loro azioni, la loro irresponsabilità e come ha dovuto rimediare al posto loro. Sempre Naofumi spiega che l'idea di essere degli Eroi gli ha dato alla testa e non sono riusciti a comportarsi in maniera adeguata e ciò ha portato la Chiesa a vederli come impostori e pianificare un colpo di Stato. Il Papa approfitta della loro discussione per scagliare un attacco, che Naofumi blocca, poi questi afferma che lui vede gli altri tre Eroi come il Papa ma accetta lo stesso di collaborare con loro solo in virtù della promessa fatta a Fitoria. I quattro Eroi uniscono finalmente le forze ma Papa Balmus trasforma il campo di battaglia in una cattedrale magica. |                  |                   |
| 20       | 20 | Battaglia decisiva tra bene e male 「聖邪決戦」 - Seiya kessen | 22 maggio 2019   | 5 dicembre 2022   |
| 20       | 20 | Mentre Mirelia sta preparando la sua armata per venire in soccorso degli Eroi, quest'ultimi sono impegnati ad affrontare Balmus nella cattedrale. Dopo vari tentativi falliti di superare le difese del nemico, Papa Balmus ordina ai suoi seguaci di continuare a fornirgli altro potere magico per caricare un attacco più potente. Naofumi decide così di liberare il potere dell'anima del drago che risiede nello Scudo dell'Ira, il quale gli conferisce una nuova armatura infuocata e una forza senza pari, e cerca di resistere all'odio che lo alimenta. Il ragazzo riesce a tornare in sé grazie a Raphtalia, Filo e Melty che lo fanno rinsavire, dopodiché difende tutti quanti dall'attacco di Balmus grazie al potere appena acquisito. Dato che molti dei seguaci di Balmus non riescono più a fornirgli altro potere magico, gli attacchi del Papa cominciano a rallentare, e nel mentre Naofumi coordina con gli altri tre Eroi un attacco per fare breccia nelle difese del nemico. Il piano sembra funzionare e Naofumi e Filo danno fuoco a Balmus, ma questi si rialza illeso e usa una sua abilità per ribaltare la situazione grazie ad un'illusione. Quando ormai sembra essere giunta la fine, interviene Mirelia dall'esterno che imprigiona Balmus con un incantesimo di ghiaccio, poi Naofumi utilizza il potere Blood Sacrifice, che consuma molto del suo sangue, per uccidere Balmus e distruggere la sua arma. Mentre l'esercito arresta i seguaci del Papa, Mirelia si presenta agli Eroi e promette di salvare la vita di Naofumu, il quale sta morendo per via dell'attacco scagliato in precedenza. |                  |                   |
| 21       | 21 | Il ritorno trionfale di Naofumi 「尚文の凱旋」 - Naofumi no gaisen | 29 maggio 2019   | 12 dicembre 2022  |
| 21       | 21 | Naofumi si risveglia da una visione e scopre di aver trascorso 3 giorni a dormire per riprendersi dall'ultimo scontro. Poco dopo si presenta Mirelia, che spiega che ha dovuto presenziare a un concilio mondiale riguardo alle Ondate e che al suo termine era stato deciso che ogni nazione avrebbe evocato uno degli Eroi Sacri, ma il re li aveva già convocati prima del dovuto e così si ritrovò a condurre dei viaggi per far riappacificare le altre nazioni. La regina rivela inoltre che Aultcray odiava l'Eroe dello Scudo precedente e il Culto dei Tre Eroi ha approfittato della situazione, poi promette al ragazzo di fare di tutto per riabilitare il suo nome e lo invita al castello il giorno dopo per vedere la punizione di Aultcray e Myne. Il giorno successivo, Naofumi e gli altri assistono la regina mentre depone il re e imprime un sigillo di schiavitù a Myne per costringerla a confessare tutte le sue malefatte. Dopo un lungo processo, Mirelia rimuove tutti i privilegi reali ad Aultcray e Myne e li condanna a morte, ma proprio nel momento in cui stanno per essere giustiziati interviene Naofumi che interrompe l'esecuzione. Questi propone che i due vengano risparmiati e rinominati rispettivamente "Feccia" e "Stronza"/"Sgualdrina", imponendo a tutti i cittadini di non rivolgersi a loro in altro modo. La regina dichiara quindi che il Culto dei Tre Eroi sarà abolito in favore della religione originale che adorava tutti e quattro gli Eroi. In seguito, il gruppo di Naofumi saluta Melty, che decide di rimanere al castello per adempiere ai suoi doveri, e dopo che i ragazzi se ne sono andati, Mirelia rivela a Melty che se Naofumi non fosse intervenuto avrebbe offerto la sua vita per placare l'opinione pubblica. Mentre stanno uscendo della città, Naofumi e il resto del suo gruppo vengono salutati dai cittadini di Melromarc e Naofumi accetta finalmente il suo ruolo di Eroe dello Scudo. |                  |                   |
| 22       | 22 | Il concilio degli Eroi 「勇者会議」 - Yūsha kaigi | 5 giugno 2019    | 19 dicembre 2022  |
| 22       | 22 | Il gruppo di Naofumi si reca alla Clessidra del Drago per effettuare il Class-Up, e qui ricevono dei potenziamenti anche se Raphtalia e Filo non hanno avuto la possibilità di scegliere ciò che volevano, e Mirelia ipotizza che la benedizione di Fitoria possa aver interferito in qualche modo. Alla sera si tiene un banchetto dedicato ai quattro Eroi, i quali vengono convocati in privato da Mirelia per informarli di una cosa molto importante, e nel frattempo nella sala dei ricevimenti, Mald, un membro del gruppo dell'Eroe dell'Arco, scatena una rissa tra i presenti. Sfruttando la confusione generale, Myne tenta di avvelenare del cibo da servire a Raphtalia e Filo, ma viene scoperta dalla sorella Melty. Intanto Mirelia informa gli Eroi dell'arcipelago di Cal Mira, luogo che gli permetterà di guadagnare dei punti bonus, che gli consentiranno di salire di livello per la prossima Ondata. Gli Eroi si scambiano informazioni riguardo alle funzioni nascoste delle loro armi come il Weapon Copy, che permette di copiare le armi dello stesso tipo dell'utilizzatore, ma poi iniziano a discutere sul metodo migliore per salire di livello e Naofumi se ne va disgustato e alla sera sblocca il Weapon Copy. Il giorno dopo, Naofumi duplica tutti gli scudi di Erhard e insieme al suo gruppo si reca al villaggio abbandonato di Raphtalia per rendere omaggio alla tomba di Riphana. Mentre Naofumi pensa che un giorno potrebbe ricostruire il villaggio, incontra una coppia di viaggiatori e la mattina dopo sale a bordo della nave diretta a Cal Mira. Siccome gli altri Eroi hanno occupato tutte le cabine disponibili, il gruppo di Naofumi si ritrova a condividere una stanza con la coppia di viaggiatori incontrati in precedenza, L'Arc Berg e Terris Alexandrite. |                  |                   |
| 23       | 23 | L'isola di Cal Mira 「カルミラ島」 - Karu Mira-tō | 12 giugno 2019   | 26 dicembre 2022  |
| 23       | 23 | Dopo essersi presentati, L'Arc e Terris credono che il nome di Naofumi sia uno pseudonimo e che non possa essere l'Eroe dello Scudo, che viene ritenuto un personaggio spregevole, e lo prendono in simpatia. In seguito il ragazzo cerca di avvisare gli altri tre Eroi su come funziona il sistema legato alle loro armi ma questi patiscono il mal di mare, poi Terris gli chiede di realizzarle un accessorio con delle gemme. Arrivati a Cal Mira, il governatore Habenburg accompagna il gruppo di Naofumi alla locanda mentre gli altri si devono riprendere dal viaggio. Dopo aver appreso di alcune regole locali, Naofumi impara un nuovo incantesimo di potenziamento, poi porta il suo gruppo a guadagnare punti esperienza in giro per l'arcipelago e crea nuove armi per Raphtalia e Filo. Calata la notte, L'arc e Terris trovano il gruppo di Naofumi dopo aver appreso dal loro traghettatore che non erano ancora tornati e decidono di portarli a una tavola calda per festeggiare. Il giorno dopo, Naofumi consegna l'accessorio che aveva promesso a Terris, dopodiché insieme a L'Arc e Terris vanno a guadagnare altri punti esperienza affrontando dei mostri. Giunto il tramonto, L'Arc e Terris ringraziano e salutano Naofumi, mentre questi pensa che potrebbe proporgli di unirsi a lui una volta finito di salire di livello. Tempo dopo, mentre il gruppo di Naofumi si trova su una spiaggia, Filo scopre un tempio sottomarino, e Naofumi decide di esplorarlo. Dopo aver aperto la porta grazie allo Scudo, il gruppo trova all'interno del tempio una Clessidra del Drago, che gli permette di scoprire che la prossima Ondata si terrà a Cal Mira tra 48 ore. |                  |                   |
| 24       | 24 | I guardiani di un altro mondo 「異世界の守護者」 - Isekai no shugo-sha | 19 giugno 2019   | 2 gennaio 2023    |
| 24       | 24 | Naofumi spiega che dopo aver appreso dell'imminente Ondata ha avvertito Mirelia, la quale ha radunato una potente flotta navale per far fronte alla minaccia. Mentre il viaggio prosegue, Naofumi e gli altri notano che a bordo di una nave sono presenti anche L'Arc e Terris, che hanno deciso di dare il loro contributo. Arriva il momento fatidico, e mentre i soldati si occupano delle creature più piccole, i Quattro Eroi combattono con il mostro boss, che però esce quasi illeso dai loro attacchi. La situazione si ribalta quando Naofumi collabora con L'Arc e Terris per fare uscire il mostro dall'acqua, permettendo a quest'ultimi due di annientarlo. A questo punto i Quattro Eroi si ritrovano sul corpo del mostro insieme a Raphtalia e Filo, ma L'Arc li attacca, poi insieme a Terris spiega che sono degli Eroi provenienti da un altro mondo minacciato a sua volta dalle Ondate e che per salvarlo devono uccidere i Quattro Eroi. Inizia così un altro scontro dove L'Arc respinge facilmente gli altri Tre Eroi, mentre Terris si occupa della flotta, lasciando solo il gruppo di Naofumi ad affrontarli. Inizialmente L'Arc e Terris hanno la meglio sulle loro mosse, poi Melty si reca sul luogo del combattimento per fornire supporto magico, aiutando Naofumi a concentrarsi sullo scontro. Il gruppo di Naofumi riesce così a superare in astuzia L'Arc e Terris grazie a diverse strategie, ma ad un certo appare Glass, che rivela di essere alleata con i due Eroi. Alla fine, Glass si mostra impressionata dai progressi fatti da Naofumi rispetto all'ultima volta e si prepara a combatterlo di nuovo. |                  |                   |
| 25       | 25 | L'ascesa dell'Eroe dello Scudo 「盾の勇者の成り上がり」 - Tate no yūsha no nariagari | 26 giugno 2019   | 9 gennaio 2023    |
| 25       | 25 | Dopo aver respinto alcuni attacchi combinati, Naofumi decide di affrontare Glass da solo e di lasciare L'Arc e Terris al resto del gruppo. Naofumi si reca su una nave e Glass rivela di provenire dallo stesso mondo di L'Arc e di essere l'Eroina dei Ventagli, poi iniziano a combattersi e Naofumi nota che la donna è debole contro il Soul Eater Shield. Dopo aver visto una visione del mondo di Glass, Naofumi esita ad ucciderla poiché si rende conto che sta cercando di proteggere quest'ultimo, ma interviene Raphtalia, che gli ricorda che ci sono molte persone che devono proteggere. Mentre Naofumi si prepara ad utilizzare lo Scudo dell'Ira, Mirelia chiede a Rishia Ivyred, una novizia del gruppo dell'Eroe dell'Arco, di lanciare dei barili di liquore contro Glass, la quale viene rapidamente intossicata dal potente alcol, costringendo L'Arc e Terris ad aiutarla a ritirarsi, poi scade il limite di tempo dell'Ondata. Tornato a Cal Mira insieme al suo gruppo, Naofumi riflette sulla rivelazione di altri mondi che combattono le Ondate e sulle parole di Fitoria riguardanti una scelta importante. Dopo aver confidato con Raphtalia la sua intenzione di aumentare la forza del suo gruppo, Naofumi recluta Rishia, che aveva tentato il suicidio annegando dopo essere stata espulsa dal gruppo di Itsuki per via di una falsa accusa contro di lei. Dopo essersi messo d'accordo con Mirelia per la ricompensa per aver sconfitto il Papa ed essersi procurato dell'equipaggiamento da Erhard, Naofumi si reca nella regione semi-umana di Sayette, il luogo in cui è nata Raphtalia. Qui viene proclamato proprietario della regione tramite un decreto reale della regina e mostra a Raphtalia che sono già iniziati i lavori per ricostruire il villaggio che diventerà anche la loro base. Raphtalia esprime poi la sua preoccupazione che il ragazzo possa tornare nel suo mondo quando saranno finite le Ondate, ma Naofumi la rassicura affermando che ricomincerà la sua vita con loro. Alla fine, Naofumi e Raphtalia si occupano della ricostruzione del villaggio, gli altri Eroi decidono di diventare più forti di Naofumi, mentre Belukas trova un nuovo mecenate misterioso.     |                  |                   |

### Seconda stagione
| Nº serie | Nº | Titolo italiano Giapponese 「Kanji」 - Rōmaji | In onda        | In onda        |
| Nº serie | Nº | Titolo italiano Giapponese 「Kanji」 - Rōmaji | Giapponese     | Italiano       |
| 26       | 1  | Un nuovo ruggito 「新たな咆哮」 - Arata na hōkō | 6 aprile 2022  | 7 gennaio 2025 |
| 26       | 1  | Naofumi continua a vegliare su Sayette e supervisiona l'allenamento di Rishia, che ha delle statistiche troppo basse. Ad un certo punto vengono attaccati da alcuni famigli pipistrelli e mentre Raphtalia e Filo li eliminano, Naofumi scopre che il conto alla rovescia delle Ondate si è fermato e si sente un ruggito. Naofumi e gli altri Eroi vengono convocati da Mirelia, che rivela che una creatura leggendaria chiamata Spirito Tartaruga si è risvegliata e ha iniziato ad attaccare il suo regno e chiede il loro intervento, ma gli altri Eroi rifiutano e se ne vanno, mentre Naofumi accetta l'incarico. Rishia si sente a disagio per non essere stata all'altezza delle aspettative di Itsuki, quindi Raphtalia le suggerisce di diventare anche lei una schiava di Naofumi in modo che possa aumentare la sua forza e lei accetta. Durante il viaggio per il Regno dello Spirito Tartaruga, Filo comunica con Fitoria, ricordando a Naofumi il destino degli Eroi se dovessero rifiutarsi di collaborare. Giunti nel regno, sentono da alcuni abitanti che gli altri Eroi sono stati uccisi dallo Spirito Tartaruga, ma Fitoria li rassicura che sono ancora vivi. Vengono quindi attaccati da altri famigli e Naofumi è costretto a scatenare il suo Wrath Shield per eliminarli. Alla fine il gruppo viene avvicinato da una donna incappucciata che gli chiede di ucciderla.                                                                                       |                |                |
| 27       | 2  | Le orme dello Spirito Tartaruga 「霊亀の足跡」 - Reiki no ashiato | 13 aprile 2022 | 7 gennaio 2025 |
| 27       | 2  | Dopo che la donna incappucciata è scomparsa, Naofumi e la regina si incontrano con i generali delle nazioni circostanti per discutere il piano per affrontare lo Spirito Tartaruga. Qui viene rivelato che gli Eroi delle Sette Stelle, che sono in grado di usare le Armi Vassalle, sono stati chiamati ad assisterli ma potrebbero non fare in tempo. Nella stanza entra la donna incappucciata, che rivela di essere Ost Hourai, l'attuale reggente del Regno dello Spirito Tartaruga nonché uno famiglio della stessa creatura. Questa spiega che il suo compito era quello di integrarsi nella società umana per raccogliere anime per il suo creatore, il quale si sarebbe potenziato per fermare definitivamente le Ondate, ma siccome si è svegliato prematuramente ed è controllato da qualcuno, Ost chiede il loro aiuto per annientarlo. I generali discutono tra loro su chi dovrebbe essere al comando, il che fa arrabbiare Naofumi, che se ne va. Durante la notte, Raphtalia convince Naofumi che i generali sono semplicemente preoccupati di proteggere la loro patria, proprio come lui, e gli suggerisce di escogitare un piano da soli. Il giorno dopo, Naofumi intende attirare lo Spirito Tartaruga facendo disperdere i grandi eserciti intorno all'area circostante e si prepara a combattere la creatura assieme al suo gruppo, Ost e la spadaccina Eclair Sayette.                                                                                            |                |                |
| 28       | 3  | Terra tremante 「揺れる大地」 - Yureru daichi | 20 aprile 2022 | 7 gennaio 2025 |
| 28       | 3  | Lo Spirito Tartaruga riprende la sua avanzata e gli eserciti preparano l'assalto. Dopo che Naofumi ha incontrato una delle Ombre inviate da Melty, parte assieme agli altri e solleva il morale delle truppe con un vessillo, poi Eclair guida l'esercito principale per distrarre lo Spirito Tartaruga mentre Naofumi e il suo gruppo e Ost attirano i famigli in arrivo. Ost usa il controllo della gravità sui famigli per fermarli, permettendo a Naofumi e gli altri di eliminarli con facilità. Nel frattempo, gli eserciti faticano a tenere a bada lo Spirito Tartaruga in un canyon, finendo per perdere più della metà delle truppe, poi il comandante si sacrifica per innescare gli esplosivi e la creatura rimane bloccata tra le macerie. Tuttavia lo Spirito Tartaruga scatena degli attacchi magici a distanza e decima gli eserciti, perciò Naofumi passa alla fase due del suo piano, che prevede che i maghi scatenino l'attacco "Giudizio", colpendo il lato del collo del mostro. Naofumi, rinforzato da Ost, e Raphtalia e Filo, potenziate da Rishia, perforano la ferita finché non riescono a tagliare la testa dello Spirito Tartaruga. Sconfitto quest'ultimo, Ost dovrebbe scomparire ma siccome è ancora lì, questa suggerisce che lo Spirito Tartaruga sia ancora vivo. |                |                |
| 29       | 4  | Rovine nella nebbia 「霧中の遺跡」 - Muchū no iseki | 27 aprile 2022 | 7 gennaio 2025 |
| 29       | 4  | Durante la notte, Rishia racconta di provenire da una famiglia di nobili decaduti e di essere stata portata via da un nobile corrotto per "saldare" i debiti dei suoi genitori, e in seguito è stata salvata da Itsuki. Il giorno dopo, Naofumi e gli altri viaggiano verso il guscio dello Spirito Tartaruga per trovare un modo per ucciderlo definitivamente mentre Ost scopre che molti soldati le sono grati per aver salvato le loro vite, facendola sentire in colpa per essere un famiglio del mostro. Il viaggio prosegue e dato che Ost non ricorda il resto del percorso, la squadra si accampa e Ost rallegra Rishia, facendole capire il suo ruolo nel gruppo. Il giorno dopo, scoprono le rovine di una città e un tempio, dove Rishia riesce a leggere alcune iscrizioni dello Spirito Tartaruga. Naofumi scopre una parte scritta in giapponese da uno dei precedenti Eroi e viene menzionato il sigillo della creatura. Non appena il tempio crolla, Ost ricorda che il modo per eliminare per sempre il mostro è distruggere il suo cuore, a cui possono accedere tramite una grotta. Mentre si preparano a separarsi, Rishia insiste per restare con Naofumi e gli altri, e questi accettano. Una volta dentro la grotta, incontrano tre avventurieri che affermano di essere stati inviati dalla regina, ma Naofumi dice a Raphtalia di usare una magia per smascherarli e scoprono che sono L'Arc, Therese e Glass.                                                 |                |                |
| 30       | 5  | Ost Hourai 「オスト＝ホウライ」 - Osuto Hōrai | 4 maggio 2022  | 7 gennaio 2025 |
| 30       | 5  | Ost si chiede il motivo per cui prova emozioni simili a quelle umane anche se è un famiglio e ha dei ricordi confusi. L'Arc spiega che non intendono combattere e propone una tregua a Naofumi per annientare lo Spirito Tartaruga, ma lui rifiuta dato che non vuole collaborare con coloro che un giorno dovrà affrontare, quindi si separano. Lungo il cammino, trovano una Clessidra del Drago contenente le anime raccolte dal mostro, le quali gli avrebbero permesso di creare una barriera per proteggere il mondo dalle Ondate se fosse stata riempita del tutto. L'Arc e le sue compagne trovano il cuore mentre Ost viene confortata da Rishia e Raphtalia, che le ricordano che nonostante il suo scopo iniziale, la considerano una loro compagna. Giungono nella zona dove si trova il vero cuore e incontrano Kyo Ethnina, il possessore del Libro, un'Arma Vassalla, che si rivela colui che controlla il mostro e spiega che L'Arc e il suo gruppo sono finiti in una trappola illusoria, poi Naofumi e gli altri distruggono il cuore ma Ost non scompare. Mentre la regina prepara le armate per fermare lo Spirito Tartaruga che si sta rigenerando, Ost recupera tutti i suoi ricordi e porta il gruppo nelle profondità del corpo del mostro. Qui incontrano Kyo di persona, che li prende in giro per non aver scelto di uccidere Ost, in quanto quest'ultima è la manifestazione dello Spirito Tartaruga.                                                        |                |                |
| 31       | 6  | All'inseguimento 「追駆」 - Okkake | 11 maggio 2022 | 7 gennaio 2025 |
| 31       | 6  | Lo Spirito Tartaruga si rigenera e il suo nucleo forma una barriera che può essere infranta distruggendo la testa e il cuore in contemporanea. Kyo rivela di star utilizzando gli altri tre Eroi come fonte di energia aggiuntiva del mostro e questo si prepara ad attaccare la regina e il suo esercito ma interviene Fitoria, che cerca di staccargli la testa. L'Arc e la sua squadra raggiungono il gruppo di Naofumi per affrontare Kyo, ma questi usa la magia di gravità per bloccarli a terra e tortura Naofumi. Grazie alla sua capacità di padroneggiare il Ki, Rishia resiste alla magia e combatte Kyo, poi Ost dona il suo potere a Naofumi, permettendogli di liberare tutti dalla magia di Kyo. Ost apre un varco per il gruppo di L'Arc e Filo per distruggere il cuore e Rishia salva i tre Eroi, poi la testa e il cuore del mostro vengono distrutti allo stesso tempo. Kyo cerca di proteggere il nucleo con il potere delle anime, quindi Naofumi prova ad usare il Wrath Shield ma non ci riesce in quanto non prova odio, così Ost gli fa sbloccare lo Scudo della Coscienza dello Spirito Tartaruga che usa per distruggere il nucleo, uccidendo la Tartaruga. Kyo fugge nel suo mondo tramite un portale mentre Ost, ormai in fin di vita, dà a Naofumi e al suo gruppo la possibilità di seguirlo. Mentre sta per esalare l'ultimo respiro, Ost spera di rinascere come loro compagna, mentre i resti della Tartaruga riportano la vita nelle terre desolate. |                |                |
| 32       | 7  | Il Labirinto Infinito 「無限迷宮」 - Mugenmeikyū | 18 maggio 2022 | 7 gennaio 2025 |
| 32       | 7  | Naofumi, Rishia e una Raphtalia ringiovanita si svegliano in una cella e scoprono che le loro statistiche sono tornate al livello 1. Usciti dalla prigione, si ritrovano su un'isola deserta e Naofumi non riesce a rintracciare Filo. Qui combattono mostri di basso livello per guadagnare esperienza, poi li attacca un kappa che ferisce Naofumi e vengono salvati da Kizuna Kazayama, l'Eroina dell'Attrezzo da Caccia nonché uno dei Quattro Eroi Sacri del suo mondo, che è stata evocata dal Giappone come Naofumi. Kizuna racconta di essere stata imprigionata nel Labirinto Infinito per anni per mano di un regno nemico e ignora cosa siano le Ondate, poi dice di essere un'amica di L'Arc e Glass. Naofumi si insospettisce ma lei gli dimostra che non può fare male alle persone nemmeno volendo, così il ragazzo inizia a fidarsi di lei. Naofumi è intenzionato a fuggire dal Labirinto Infinito e Kizuna mostra al gruppo un varco che conduce all'esterno ma è inaccessibile e sia lei che Naofumi pensano che si tratti di un bug, quindi Naofumi convince Kizuna a creare una Bio Plant e utilizzarla per distruggere la stanza e forzare il bug, permettendo a loro quattro di attraversare il portale. Il gruppo si ritrova all'esterno del Labirinto e Kizuna li ringrazia perché è tornata nel suo mondo. |                |                |
| 33       | 8  | Una separazione tra la neve 「雪の別れ」 - Yuki no wakare | 25 maggio 2022 | 7 gennaio 2025 |
| 33       | 8  | Dato che la prossima Ondata sarà tra dieci giorni, Kizuna suggerisce di recarsi nel regno di Sickle per chiedere aiuto, ma vista la necessità di attraversare diversi confini, consiglia di usare la Clessidra del Drago nella capitale di Mikakage per teletrasportarsi lì. Mentre esplorano Mikakage per guadagnare esperienza e denaro, Kizuna presenta a Naofumi i diversi abitanti del suo mondo, tra cui i semi-umani Silvani, Jewel e Spirit e scoprono quanto siano preziose le pozioni di recupero PA (Punti Anima) per gli Spirit, perciò Naofumi usa le sue abilità negli affari per venderle tutte e guadagnare abbastanza soldi per i lasciapassare e nuovi abiti. In seguito vengono a sapere di un uomo di nome Kazuki che ha condotto esperimenti sulla Clessidra che consentiranno alle persone comuni di teletrasportarsi come gli Eroi. Inizia a nevicare e il gruppo sfrutta l'occasione per intrufolarsi nella capitale, ma cadono in una trappola e devono farsi strada fra le guardie. Raggiunta la Clessidra, vengono affrontati da Kazuki e mentre Kizuna riesce ad attivare la Clessidra, Raphtalia non può teletrasportarsi, quindi la voce di Kyo rivela che vuole portare via la ragazza per farle degli esperimenti, poi il teletrasporto viene attivato e Naofumi non riesce a portare Raphtalia con sé. |                |                |
| 34       | 9  | Humming Fairy 「ハミングフェーリー」 - Hamingu Fērī | 1º giugno 2022 | 7 gennaio 2025 |
| 34       | 9  | Arrivati a Sickle, Naofumi chiede a Kizuna di farlo tornare indietro per salvare Raphtalia, ma scopre che la Clessidra è stata bloccata dall'altra parte impedendo loro di teletrasportarsi. Altrove, Filo viene portata in una stanza da uno schiavista che vuole sfruttarla per fare soldi. Kizuna presenta i compagni alla sua gente, che rimane inquieta dopo aver appreso che Naofumi è di un altro mondo, poi incontrano Ethnobalt, il portatore del Vascello, un'Arma Vassalla, il quale è un mostro coniglio che difende il mondo come Fitoria. Per trovare Raphtalia, Ethnobalt crea uno Shikigami per Naofumi e nasce una piccola creatura tanuki, e questa insieme a Chris, lo Shikigami di Kizuna, trovano Raphtalia e Glass a Label, territorio nemico in cui risiede Kazuki, quindi grazie a Ethnobalt, arrivano subito sul luogo. Qui Naofumi trova Filo costretta ad esibirsi per mano dello schiavista e durante la notte la liberano e siccome i filolial non esistono in questo mondo assume la forma di un Humming Fairy, poi torturano lo schiavista per ottenere informazioni. Dopo essersi riuniti, Filo chiama il tanuki Raph e Kizuna scopre che il portatore della Katana è ricercato, poi Naofumi vede che le statistiche di Raphtalia nel suo menu sono improvvisamente scomparse. Nel frattempo, Raphtalia viene portata in una villa tra le montagne innevate.                                                                                             |                |                |
| 35       | 10 | L'Eroe della Katana 「刀の勇者」 - Katana no yūsha | 8 giugno 2022  | 7 gennaio 2025 |
| 35       | 10 | Raphtalia viene chiusa in una cella insieme a L'Arc, Therese e Glass, anche loro caduti in una trappola di Kyo. Dopo aver raccontato loro del salvataggio di Kizuna dal Labirinto Infinito, Raphtalia usa la sua magia illusoria per rubare un talismano a una guardia, dando a Glass il potere di farli fuggire. I quattro intendono recarsi a Sickle e Therese vende alcuni suoi gioielli per avere il denaro per nuovi abiti, cibo e armi, poi si imbattono in una cerimonia per dichiarare il nuovo Eroe della Katana e Kazuki intende reclamare l'arma, ma questa appare improvvisamente nelle mani di Raphtalia. Non essendo in grado di liberarsi di essa, Raphtalia fugge da sola mentre le guardie di Kazuki le danno la caccia, e si scopre che il suo sigillo di schiavitù è scomparso e il suo corpo è tornato normale. Arriva a un tempio di un clan fedele all'Eroe della Katana e una miko la riveste con un abito tradizionale, che le fa riacquistare fiducia. Fuori dal tempio, affronta Kazuki e due copie della Tigre Bianca, quindi taglia lo stomaco di Kazuki con una mossa speciale, dicendogli di non muoversi altrimenti morirà, poi se ne va. L'energia di Raphtalia viene prosciugata e incontra un'altra copia della Tigre Bianca, ma viene salvata da Naofumi, Filo, Rishia e Kizuna. Dopo averli ringraziati, Raphtalia dice felicemente a Naofumi che è tornata al suo fianco.                                                                           |                |                |
| 36       | 11 | Kizuna 「絆」 - Kizuna | 15 giugno 2022 | 7 gennaio 2025 |
| 36       | 11 | Dopo la riunione di Raphtalia con il gruppo, Kyo va a schernire Kazuki, che finisce tagliato a metà. Mentre le sue due compagne ne piangono la morte, una donna dice a Kyo che eliminerà i suoi nemici. Mentre tornano a Sickle, Kizuna si riunisce con Glass, L'Arc e Therese e li rimprovera per il loro piano di fermare le Ondate provando a uccidere Naofumi e gli altri Eroi. Naofumi ipotizza che potrebbero non esserci altri modi ma Kizuna dice che cercherà un'alternativa, poi si scopre che L'Arc è il giovane re di Sickle. Altrove, Kyo mette il corpo di Kazuki in una capsula di stasi e le sue compagne gli chiedono di renderle più forti. Dopo aver fatto visita al fabbro Romina per aggiornare gli armamenti, il gruppo viene attaccato dalla donna vista con Kyo, Yomogi Emarl, che viene sopraffatta e in seguito salvata dalla sua spada che cercava di assorbirla. Yomogi dice che Kyo vuole fermare le Ondate, quindi Kizuna la porta a casa sua per interrogarla; qui Yomogi rivela che lei e Kyo sono amici d'infanzia, e dopo aver visto la reazione negativa di Naofumi, vuole scoprire la verità e chiedergli di espiare i suoi crimini. Il giorno dopo viene innescata l'Ondata separando Kizuna, Yomogi e gli altri dal gruppo di Naofumi. Finiti davanti al laboratorio di Kyo, Yomogi si rende conto che Kyo non stava cercando di fermare le Ondate, ma di crearne una.                                                                             |                |                |
| 37       | 12 | Una ragione per combattere 「戦う理由」 - Tatakau riyū | 22 giugno 2022 | 7 gennaio 2025 |
| 37       | 12 | In passato Kyo era un emarginato sociale e dopo il suicidio si è reincarnato nell'altro mondo, dove ha deciso di assecondare i suoi desideri. Ethnobolt e Yomogi portano Naofumi e il suo gruppo al laboratorio di Kyo, mentre Kizuna e gli altri si occupano dei mostri. Dentro al laboratorio, il gruppo di Naofumi viene attaccato dalle compagne di Kazuki, che sono state trasformate in chimere per metà animali, ma vengono sconfitte da Raphtalia mentre la spada esplosiva viene bloccata da Naofumi. Kyo mostra di aver "resuscitato" il corpo di Kazuki usando l'Arma Vassalla Specchio e glielo manda contro, poi Naofumi e Rishia vanno da Kyo mentre le altre restano ad affrontare l'homunculus di Kazuki. Kyo schernisce Naofumi facendolo dominare dallo Scudo dell'Ira ma Rishia tenta di calmarlo facendogli ricordare i suoi veri sentimenti per Raphtalia e Filo, e combatte Kyo. Grazie all'anima di Ost e all'aiuto di Raphtalia e Filo, Naofumi si calma e combina il potere dello Spirito Tartaruga e lo Specchio per sparare un raggio di energia che elimina Kyo. In seguito, Naofumi e il suo gruppo salutano Kizuna e gli altri e vengono teletrasportati nell'altro mondo e vanno a Melromarc, dove Naofumi viene premiato per aver sconfitto lo Spirito Tartaruga e scopre che gli altri Eroi sono riusciti a gestire l'Ondata in sua assenza. |                |                |
| 38       | 13 | Fiori offerti in memoria 「追憶の献花」 - Tsuioku no Kenka | 29 giugno 2022 | 7 gennaio 2025 |
| 38       | 13 | Il gruppo di Naofumi parte di mattina e mentre fa una sosta per pescare, Filo si lamenta di non essere più in grado di volare come nell'altro mondo mentre Raphtalia e Rishia ricordano la volta in cui dovevano cercare dei vestiti nuovi con Kizuna. Notando che Raphtalia voleva far colpo su Naofumi, Kizuna chiede a Rishia di aiutarla provando molti vestiti diversi, poi Raphtalia chiede a Naofumi chi sia vestito meglio, ma lui dice che il proprio equipaggiamento è il migliore, facendo capire a Kizuna che è un po' ottuso. Nell'altro mondo, Kizuna e Yomogi stanno pescando, e la prima racconta come ha fatto a sopravvivere nel Labirinto Infinito. Yomogi sostiene di non ricordarsi più il volto di Kyo, quindi Kizuna le dice di pensare ai momenti felici che hanno trascorso insieme, portandola a rievocare una situazione divertente. Il viaggio prosegue e Rishia ripensa a una conversazione avuta con Ost, imbarazzando Raphtalia, in quanto Ost aveva spiegato a lei e Filo cosa significa "andare al sodo" con qualcuno. Il gruppo giunge nel luogo della morte dello Spirito Tartaruga rendendo omaggio a Ost, poi, prima di andarsene, Naofumi vede lo spirito di Ost e si scambiano un sorriso, dopodiché lui raggiunge le sue compagne. |                |                |

### Terza stagione
| Nº serie | Nº | Titolo italiano Giapponese 「Kanji」 - Rōmaji | In onda          | In onda       |
| Nº serie | Nº | Titolo italiano Giapponese 「Kanji」 - Rōmaji | Giapponese       | Italiano      |
| 39       | 1  | Il colosseo oscuro 「闇のコロシアム」 - Yami no Koroshiamu | 6 ottobre 2023   | 26 marzo 2025 |
| 39       | 1  | Con la sconfitta dello Spirito Tartaruga, Naofumi si prepara all'imminente risveglio della Fenice nei prossimi mesi. Viene a sapere dalla regina Mirelia che, dopo aver gestito l'ultima Ondata mentre Naofumi era nell'altro mondo, gli altri tre Eroi sono scomparsi. Dice anche che pure gli Eroi delle Sette Stelle sono scomparsi e l'unico di cui conoscono la posizione è l'Eroe del Bastone, il re Aultcray (Feccia), caduto in disgrazia. La regina avverte inoltre Naofumi che anche Malty (Stronza) è scomparsa. Naofumi e il suo gruppo si recano dal mercante di schiavi Belukas per i liberare i semi-umani provenienti dal villaggio di Lurolona e riportarli a casa, ma scoprono che la maggior parte di loro è già stata acquistata. Libera tutti gli schiavi che ha e segue una pista verso la nazione di Zeltoble per liberarne altri. Scopre un'asta clandestina in cui i semi-umani vengono venduti a prezzi esorbitanti e si convince a partecipare a un'arena di combattimento clandestina per guadagnare abbastanza denaro per liberarsi. Naofumi parla nel bar dell'arena con una donna misteriosa per conoscere le regole, mentre assiste a un combattimento con un ragazzo semi-umano di nome Fohl che perde di proposito l'incontro. Naofumi, Raphtalia e Filo entrano nell'arena sotto mentite spoglie, giocando con la teatralità fino a vincere l'incontro. |                  |               |
| 40       | 2  | Nadia 「ナディア」 - Nadia | 13 ottobre 2023  | 26 marzo 2025 |
| 40       | 2  | Naofumi viene portato fuori a bere dalla donna misteriosa, Nadia, quando subiscono un'imboscata da parte di alcuni concorrenti che hanno dato forfait, che sconfiggono facilmente. Naofumi e il suo gruppo fanno rifornimento di oggetti in un negozio, gestito dallo stesso mercante da cui Naofumi aveva appreso diverse abilità commerciali. Con tutti i combattenti che hanno dato forfait, la finale viene disputata dalla squadra di Naofumi contro Nadia. utilizzando la sua magia del fulmine, la ragazza si dimostra difficile da affrontare, ancor più quando si trasforma, rivelandosi un'orca semi-umana. Tuttavia, Raphtalia la riconosce, chiamandola "Sadina", il che la fa fermare e riconoscere sia Raphtalia che Naofumi. Capendo che le sue intenzioni di vincere il premio in denaro per liberare gli schiavi di Lurolona, cosa che stava facendo anche lei, Sadina perde di proposito l'incontro. Ma gli sponsor impediscono a Naofumi di vincere, costringendo il suo gruppo e Sadina a fare squadra contro un nuovo sfidante, il misterioso "Murder Clown", che comanda diverse marionette. Raphtalia e Filo lo combattono, mentre Naofumi e Sadina lanciano un incantesimo congiunto che conferisce a Raphtalia un aumento di forza. Il clown viene apparentemente sconfitto, ma poi fugge all'ultimo momento utilizzando un manichino. Murder Clown dà a Naofumi vaghi avvertimenti sul futuro prima di scomparire. Gli sponsor tentano nuovamente di impedire a Naofumi di ottenere il suo premio, ma il mercante di schiavi e il mercante intervengono rivelando la sua identità e appoggiandolo. Nel frattempo, Fohl porta delle medicine alla sorella Atla, gravemente ferita. |                  |               |
| 41       | 3  | I fratelli tigri bianche 「ハクコの兄妹」 - Hakuko no kyōdai | 20 ottobre 2023  | 26 marzo 2025 |
| 41       | 3  | Fohl e Atla vengono acquistati da Naofumi, che usa una delle sue pozioni per guarire Atla. Naofumi torna a Sayette con i semi-umani liberati e si prepara a rafforzare le loro difese, mentre Fohl aiuta la sorella a riprendersi. Una notte, un gruppo di schiavisti attacca il villaggio, ma Fohl usa un razzo di segnalazione lasciato da Naofumi per avvertire lui e il suo gruppo, che torna in tempo per sconfiggere gli assalitori e proteggere i bambini. Poiché i nemici sono legati a un nobile, Naofumi viene informato che non può arrestarli né giustiziarli e decide di venderli come schiavi a Siltvelt. Nella capitale, Naofumi organizza una cerimonia alla Clessidra del Drago per azzerare le statistiche di Sadina e Fohl, dando loro il benvenuto nel suo gruppo. Al castello, incrociano Aultcray, che si avvicina a Fohl e Atla trovandoli familiari. La regina Mirelia racconta a Naofumi dei tempi in cui Aultcray era l'Eroe del Bastone, di come fosse un guerriero e uno stratega rinomato, che combatteva per amore della sorella minore, finché la morte di quest'ultima non lo ha reso vendicativo e spietato. Rivela anche che hanno scoperto dove si trova Motoyasu. |                  |               |
| 42       | 4  | L'operazione di cattura dell'Eroe della Lancia 「槍の勇者捕獲作戦」 - Yari no yūsha hokaku sakusen | 27 ottobre 2023  | 26 marzo 2025 |
| 42       | 4  | Oltre alla ricomparsa di Motoyasu, la regina rivela che i compagni di Ren sono stati tutti uccisi e che Myne è ancora dispersa. A Sayette, Naofumi incontra una ragazza sconosciuta di nome S'yne, che Filo riconosce come Murder Clown. La ragazza chiede di unirsi al villaggio, ma lui la caccia via, non fidandosi di lei. Naofumi, Raphtalia e Filo si recano nella città vicina, dove trovano Motoyasu affranto che cerca di ricongiungersi con un suo vecchio membro del gruppo, Elena. Naofumi cerca di parlargli, ma lui scappa e chiede ad Elena ciò che è successo. La ragazza rivela che quando dovevano attaccare lo Spirito Tartaruga, il gruppo si era reso conto che Motoyasu non era abbastanza forte per sconfiggerla, e quindi lo hanno abbandonato. In una taverna vicina, Naofumi incontra Ren, i cui membri del gruppo sono tutti morti quando hanno cercato di combattere lo Spirito Tartaruga; tuttavia, rifiuta di assumersi la responsabilità e li incolpa di essere stati troppo deboli. Naofumi tenta di farlo ragionare, ma tutto viene sconvolto dall'arrivo improvviso di Myne, che manipola facilmente Ren facendogli credere che Naofumi sia la causa di tutto, oltre a sostenere che anche Motoyasu l'abbia aggredita. Inoltre, rivela di aver bloccato in qualche modo l'influenza del suo sigillo di schiavitù. Ren impazzisce e inizia ad attaccare furiosamente Naofumi, prima di fuggire con Myne. Dopo essere stato dolorosamente respinto da Myne, Motoyasu si deprime, finché la visione di Filo che balla non gli fa ritornare le forze. Ormai completamente ossessionato da Filo, Motoyasu implora Naofumi di prendere la sua mano, ma Raphtalia lo stordisce e se ne vanno.                                                                                              |                  |               |
| 43       | 5  | Le rispettive strade 「それぞれの道」 - Sorezore no michi | 3 novembre 2023  | 26 marzo 2025 |
| 43       | 5  | Naofumi, Raphtalia e Filo si lasciano alle spalle Motoyasu e, mentre tornano a casa, vengono attaccati da un gruppo di assalitori sorprendentemente forti. Arriva S'yne e aiuta il gruppo a sconfiggerli, mentre i loro corpi scompaiono misteriosamente. Con Naofumi ancora sospettoso nei suoi confronti, S'yne rivela di essere una portatrice di un'Arma Vassalla di un mondo precedentemente distrutto e che i nemici che hanno combattuto avevano legami con i responsabili; vuole quindi proteggere gli altri Eroi per evitare che lo stesso accada al loro mondo. Nonostante abbia ancora qualche dubbio, Naofumi accoglie S'yne e si reca alla Clessidra del Drago con alcuni dei bambini che hanno raggiunto il livello 40 per fare il Class-Up. Nel frattempo, sia Aultcray che Mirelia riconoscono che Atla assomiglia molto a una persona che conoscono. Una volta tornato a casa, Naofumi apprende da Eclair che un gruppo di banditi è apparso nelle vicinanze e decide di dar loro la caccia con il suo gruppo, che comprende Keel, Fohl e Atla. Facendo da esca per i banditi, Naofumi si aggira da solo con Raph finché non si imbatte in Motoyasu che combatte contro un bandito mascherato, che riconosce come Ren. |                  |               |
| 44       | 6  | Il bersaglio della propria forza 「自分の強みをどこに向けるか」 - Jibun no tsuyomi o doko ni mukeru ka | 10 novembre 2023 | 26 marzo 2025 |
| 44       | 6  | Ren ricorda quando il suo gruppo è stato eliminato dallo Spirito Tartaruga, e le sue conoscenza del videogioco a cui giovava nel suo vecchio mondo si sono rivelate insufficienti. Dopo essere fuggito con Myne, lei lo tradisce e gli ruba l'equipaggiamento. Questo evento, i cittadini che lo rimproverano per essere scomparso durante l'attacco dello Spirito Tartaruga e alcuni assalitori che cercano di ucciderlo fanno precipitare Ren in una spirale di ulteriore follia, portandolo a sbloccare la Curse Series e ad assumere l'identità di bandito. Nel presente, Naofumi subentra a Motoyasu nella battaglia, dove Ren rivela le sue capacità di Avidità e Gola, farneticando sul suo desiderio di diventare il più forte. Arriva il resto dei membri del gruppo di Naofumi ed Eclair decide di affrontare Ren: la sua superiore abilità con la spada, unita al comportamento irregolare di Ren, le permette di vincere la battaglia. Gli assalitori tornano ad attaccare tutti, ma Motoyasu li uccide senza fatica, rivelando il suo aumento di potere grazie ai consigli di Naofumi, e Raphtalia distrugge le loro anime per impedire che si riamino. Eclair riporta Ren in sé, dicendogli che lo aiuterà a trovare uno scopo per diventare più forte, quindi il ragazzo ricorda di essere morto nella sua precedente vita per proteggere alcune ragazze da un malintenzionato armato con un pugnale. |                  |               |
| 45       | 7  | La fanciulla e il drago 「少女とドラゴン」 - Shōjo to Doragon | 17 novembre 2023 | 26 marzo 2025 |
| 45       | 7  | Naofumi continua a prendersi cura degli abitanti del villaggio di Lurolona in vista dell'arrivo della Fenice tra due mesi; Ren si è unito a loro, allenandosi con Eclair. Una donna di nome Ratotille Anthreya viene inviata dalla regina al villaggio per aiutarli nell'allevamento dei mostri, dopo essere stata esiliata dalla sua città natale a causa dei suoi esperimenti. Ricevono un pacco da Siltvelt che include un uovo di drago e, su insistenza di uno dei semi-umani, Wyndia, Naofumi accetta di allevarlo ed è costretto a portarlo sempre con sé per aiutarlo a crescere. Nel frattempo, Atla continua a dormire nel letto di Naofumi ogni notte, irritando Fohl e Raphtalia. S'yne crea una bambola utilizzando un accessorio dei nemici dell'altro mondo per comunicare meglio con gli altri. L'uovo si schiude in un cucciolo di drago rosso, che Wyndia chiama Gaelion. I due diventano molto uniti e giocando con gli altri semi-umani, anche se Gaelion vuole divertirsi con Naofumi. Finisce per ingoiare il gioiello del nucleo dei Drago Imperatore, facendolo crescere ed evolvere improvvisamente. Attacca brevemente gli altri, prima di volare via verso le montagne. |                  |               |
| 46       | 8  | La tana del drago 「ドラゴンの巣窟」 - Doragon no sōkutsu | 24 novembre 2023 | 26 marzo 2025 |
| 46       | 8  | Mentre Naofumi e il suo gruppo si accingono a inseguire Gaelion, apprendono che Filo ha iniziato a essere colpita dalla maledizione a causa del suo precedente legame con il drago zombie. Atla riesce a guarirla temporaneamente e Filo insiste per unirsi al viaggio. Arrivano vicino alle montagne, dove gli abitanti del villaggio che Naofumi aveva precedentemente salvato dalla piaga del drago gli dicono che Gaelion ha preso dimora nella tana del drago. Durante il viaggio, Wyndia dimostra le sue abilità magiche e Ren esprime il suo rammarico per come ha gestito l'ucciso del drago originale. Entrano nella caverna e affrontano Gaelion evoluto, ma all'improvviso arriva Filo. Nonostante sia rimasta indietro per riposare, la maledizione la costringe ad affrontare il drago, da cui viene prontamente inghiottita. Il gruppo combatte contro il drago e alla fine lo abbatte, ma prima che possano sferrare il colpo finale, Wyndia li ferma. Rivela che il drago era suo padre e che, sebbene inizialmente detestasse gli Eroi per averlo ucciso, si è affezionata a Naofumi e prega il drago di restituire il corpo a Gaelion. Proprio in quel momento, il drago si evolve ancora una volta: il Drago Demoniaco del mondo di Kizuna prende il controllo, dichiarando il suo desiderio di distruggere tutto e di vendicarsi di Kizuna. Dopo aver messo tutti al tappeto, il drago attacca Wyndia, costringendo Naofumi a usare le sue ultime forze per cercare di difenderla. |                  |               |
| 47       | 9  | Il Drago Demoniaco 「エンペラードラゴン」 - Enperā Doragon | 1º dicembre 2023 | 26 marzo 2025 |
| 47       | 9  | Naofumi sopravvive a stento all'attacco e Atla usa il suo potere speciale per ferire il Drago Demoniaco, permettendo al gruppo di fuggire con le proprie vite lungo il fiume. Una volta riunitisi, Naofumi conferma che il Drago Demoniaco assorbirà completamente Filo entro l'alba, a meno che non lo sconfiggano prima, e propone un piano per attirarlo fuori dalla sua caverna con il suo Wrath Shield. Wyndia rivela ad Atla e Fohl che dopo la morte del padre è stata allevata dal drago, finché non è stato ucciso da Ren. Dopo aver terminato i preparativi, Naofumi attira il Drago Demoniaco e, mentre il resto del gruppo fa il possibile per tenere occupato il drago, Atla e Fohl riescono a terminare il lavoro, salvando Filo e Gaelion. Wyndia saluta il padre, mentre i due distruggono il Drago Demoniaco che tenta di fuggire e la sua essenza ritorna nello scudo di Naofumi. Naofumi rimprovera gli abitanti del villaggio, rendendosi conto che hanno manipolato Ren per fargli uccidere il drago originale solo per prendere il suo tesoro; Ren si scusa con Wyndia e lei lo perdona. Naofumi scopre che l'anima del drago originale risiede ora nel corpo di Gaelion, ma gli viene detto di non rivelare la verità a Wyndia per il suo bene; scopre anche che la maledizione di Filo è stata spezzata. Assorbendo i livelli di Filo, Gaelion si evolve e porta Naofumi e Wyndia a fare un giro, con grande disappunto di Filo. |                  |               |
| 48       | 10 | Perfect = Hide = Justice 「パーフェクト＝ハイド＝ジャスティス」 - Pāfekuto-Haido-Jasutisu | 8 dicembre 2023  | 26 marzo 2025 |
| 48       | 10 | Naofumi esonera Melty dai suoi compiti per aiutare Filo a recuperare i suoi livelli e per permettete anche a lei di salire di livello. S'yne rivela di aver preso parte a combattimenti clandestini per guadagnare soldi e parla al gruppo di uno dei combattenti, un arciere noto come "Perfect Hide Justice", che Naofumi, Ren e Rishia riconoscono come Itsuki. Il gruppo, accompagnato da diversi semi-umani, entra nel colosseo dove Rishia trova Itsuki. Lo affrontano, ma lui si rifiuta di ascoltarli, rivelando di essere stato manipolato da Myne come Ren, e insistendo sul fatto che ciò che sta facendo è giusto. Dopo averlo visto combattere nel colosseo, Rishia dice di volersi battere con lui per farsi ascoltare e mostrargli quanto è cresciuta. Nel frattempo, viene mostrato che, dopo aver fallito nel tentativo di sconfiggere lo Spirito Tartaruga, il gruppo di Itsuki lo ha abbandonato, ma è poi tornato insieme a Myne, manipolandolo per farlo partecipare ai combattimenti clandestini con la scusa di usare i soldi per comprare e liberare gli schiavi. Vengono a sapere che Naofumi è nelle vicinanze e pianificano segretamente come affrontare Itsuki. Con l'aiuto del mercante di schiavi, il gruppo di Naofumi attira Itsuki in un'arena privata, dove Rishia può affrontarlo da sola e combattere. |                  |               |
| 49       | 11 | Giustizia contro giustizia 「正義 VS 正義」 - Seigi Bāsasu seigi | 15 dicembre 2023 | 26 marzo 2025 |
| 49       | 11 | Itsuki si rende conto del piano di Naofumi e, volendo punirlo per i suoi presunti crimini, lo attacca con il suo arco, il Justice Bow, affetto dalla maledizione della Superbia. Itsuki dichiara la sua versione di "giustizia" e il suo intento di liberarsi del male, rivelando il nuovo potere del suo arco e la sua capacità di fare il lavaggio del cervello agli altri. Rishia non si arrende e combatte contro Itsuki, dimostrando la sua notevole crescita e cerca di farlo rinsavire. Tuttavia, quando cerca di attaccare Rishia con l'arco, l'energia del ki si manifesta nella mano di Rishia come un'arma traslucida, sorprendendo tutti quando si rendono conto che anche l'arco sta rifiutando la "giustizia" di Itsuki. Rishia usa subito la nuova arma per sconfiggere Itsuki. In seguito, il ragazzo ripensa alla sua vita passata, a come ha sempre voluto diventare un eroe e a come è stato ammesso in un liceo prestigioso, ma è stato inserito nella classe più bassa e presto è caduto in depressione a causa delle sue insicurezze. Rifiutando di accettare la sua perdita e ricordando le parole di Myne, convinto che sia l'unica a credere ancora in lui, corre da lei, solo per scoprire che lei e il suo vecchio gruppo lo hanno abbandonato, prendendo i soldi e lasciandosi dietro un carico di debiti. Itsuki sviene per la stanchezza, ma si risveglia a Lurolona, dove Rishia lo aiuta a riprendersi lentamente. |                  |               |
| 50       | 12 | Le persone da proteggere 「守るべき者達」 - Mamorubeki mono-tachi | 22 dicembre 2023 | 26 marzo 2025 |
| 50       | 12 | Naofumi e Raphtalia iniziano ad allenarsi con Sadina e Gaelion per sfruttare il potere della Venatura del Drago e aumentare le loro capacità. Qualche tempo dopo, ricevono la visita di Erhard, che consegna alcune forniture, tra cui un nuovo abito da sacerdotessa miko che Naofumi ha ordinato per Raphtalia. Dopo averlo indossato, però, viene improvvisamente attaccata da alcuni assalitori sconosciuti, che resistono agli attacchi degli Eroi. Naofumi e Raphtalia usano il potere della Venatura del Drago per confonderli, consentendo a tutti gli abitanti del villaggio di sconfiggerli, mentre i nemici ricorrono a un attentato suicida. Sadina rivela che Raphtalia è una discendente della famiglia reale di Q'Ten Lo, una nazione isolata, e che Sadina ha protetto lei e i suoi genitori da quando si sono rifugiati a Lurolona, in fuga dalla contesa per il trono. Rivela inoltre che l'abito è percepito dagli assassini come una dichiarazione di contesa per il trono, cosa che ha spinto il loro attacco e afferma che non si fermeranno finché non sarà uccisa. Infuriato per la loro insistenza nel volersi sbarazzare di Raphtalia, anche dopo che lei ha dichiarato di non essere interessata al trono, Naofumi decide di affrontare l'impero di Q'Ten Lo, disposto a combattere se necessario. Mentre Naofumi informa la regina dei suoi piani, Atla e Fohl incontrano Aultcray nelle vicinanze, che rimane scosso nel parlare con loro. Dopo aver portato a termine il suo compito di riunire i quattro Eroi, Naofumi decide di risolvere al più presto la disputa con Q'Ten Lo, in modo da potersi concentrare sull'imminente lotta con la Fenice, che si risveglierà tra due mesi, e parte con Wyndia e Gaelion alla volta di Siltvelt per organizzare il trasporto del suo gruppo. |                  |               |

### Quarta stagione
Questa lista è suscettibile di variazioni e potrebbe essere incompleta o non aggiornata.

| Nº serie | Nº | Titolo italiano Giapponese 「Kanji」 - Rōmaji                 | In onda        | In onda        |
| Nº serie | Nº | Titolo italiano Giapponese 「Kanji」 - Rōmaji                 | Giapponese     | Italiano       |
| 51       | 1  | Siltvelt 「シルトヴェルト」 - Shirutoveruto                   | 9 luglio 2025  | 23 luglio 2025 |
| 52       | 2  | Un caloroso benvenuto 「歓待」 - Kantai                       | 16 luglio 2025 | 30 luglio 2025 |
| 53       | 3  | Un autentico cittadino 「真なる民とは」 - Shin'naru min to wa | 23 luglio 2025 | 6 agosto 2025  |
| 54       | 4  | Potere affidato 「託された力」 - Takusa reta chikara          | 30 luglio 2025 | 13 agosto 2025 |
| 55       | 5  | Tigre bianca 「白虎」 - Byakko                                | 6 agosto 2025  | 20 agosto 2025 |
| 56       | 6  | Partenza 「出港」 - Shukkō                                    | 13 agosto 2025 | -              |
| 57       | 7  | Approdo a Q'ten Lo 「クテンロウ上陸」 - Kutenrou jōriku       | 20 agosto 2025 | -              |
| 58       | 8  | Orochi                                                        | 27 agosto 2025 | -              |

## Home video

### Giappone
La prima stagione è stata pubblicata in DVD e Blu-ray dal 24 aprile al 24 luglio 2019.
| Volume | Episodi | Data di pubblicazione |
| ------ | ------- | --------------------- |
| 1      | 1–7     | 24 aprile 2019        |
| 2      | 8-13    | 24 maggio 2019        |
| 3      | 14-19   | 26 giugno 2019        |
| 4      | 20-25   | 24 luglio 2019        |

La seconda stagione è stata pubblicata in DVD e Blu-ray dal 27 luglio al 28 settembre 2022.
| Volume | Episodi | Data di pubblicazione |
| ------ | ------- | --------------------- |
| 1      | 1-4     | 27 luglio 2022        |
| 2      | 5-8     | 24 agosto 2022        |
| 3      | 9-13    | 28 settembre 2022     |

La terza stagione è stata pubblicata in DVD e Blu-ray dal 24 gennaio al 27 marzo 2024.
| Volume | Episodi | Data di pubblicazione |
| ------ | ------- | --------------------- |
| 1      | 1-4     | 24 gennaio 2024       |
| 2      | 5-8     | 28 febbraio 2024      |
| 3      | 9-12    | 27 marzo 2024         |

La quarta stagione verrà pubblicata in DVD e Blu-ray dal 29 ottobre al 24 dicembre 2025.
| Volume | Episodi | Data di pubblicazione |
| ------ | ------- | --------------------- |
| 1      | 1-4     | 29 ottobre 2025       |
| 2      | 5-8     | 26 novembre 2025      |
| 3      | 9-12    | 24 dicembre 2025      |